# Blepharipa pratensis
Blepharipa pratensis là một loài ruồi trong họ Tachinidae.